# Edisto Beach
Edisto Beach és una població dels Estats Units a l'estat de Carolina del Sud. Segons el cens del 2000 tenia 641 habitants.

## Demografia
Segons el cens del 2000, Edisto Beach tenia 641 habitants, 329 habitatges i 221 famílies. La densitat de població era de 116,7 habitants/km².
Dels 329 habitatges en un 10% hi vivien nens de menys de 18 anys, en un 59,6% hi vivien parelles casades, en un 6,4% dones solteres, i en un 32,8% no eren unitats familiars. En el 29,2% dels habitatges hi vivien persones soles l'11,6% de les quals corresponia a persones de 65 anys o més que vivien soles. El nombre mitjà de persones vivint en cada habitatge era d'1,95 i el nombre mitjà de persones que vivien en cada família era de 2,34.
Per edats la població es repartia de la següent manera: un 9,2% tenia menys de 18 anys, un 3,4% entre 18 i 24, un 15,8% entre 25 i 44, un 45,2% de 45 a 60 i un 26,4% 65 anys o més.
L'edat mediana era de 56 anys. Per cada 100 dones de 18 o més anys hi havia 87,7 homes.
La renda mediana per habitatge era de 54.444 $ i la renda mediana per família de 68.056 $. Els homes tenien una renda mediana de 47.188 $ mentre que les dones 29.500 $. La renda per capita de la població era de 39.400 $. Entorn de l'1,8% de les famílies i el 3,5% de la població estaven per davall del llindar de pobresa.

## Poblacions més properes
El següent diagrama mostra les poblacions més properes.